# Piper PA-11
Die Piper PA-11 Cub Special ist ein Kleinflugzeug des US-amerikanischen Herstellers Piper Aircraft. Sie ist die Nachfolgerin der Piper J-3.

## Konstruktion

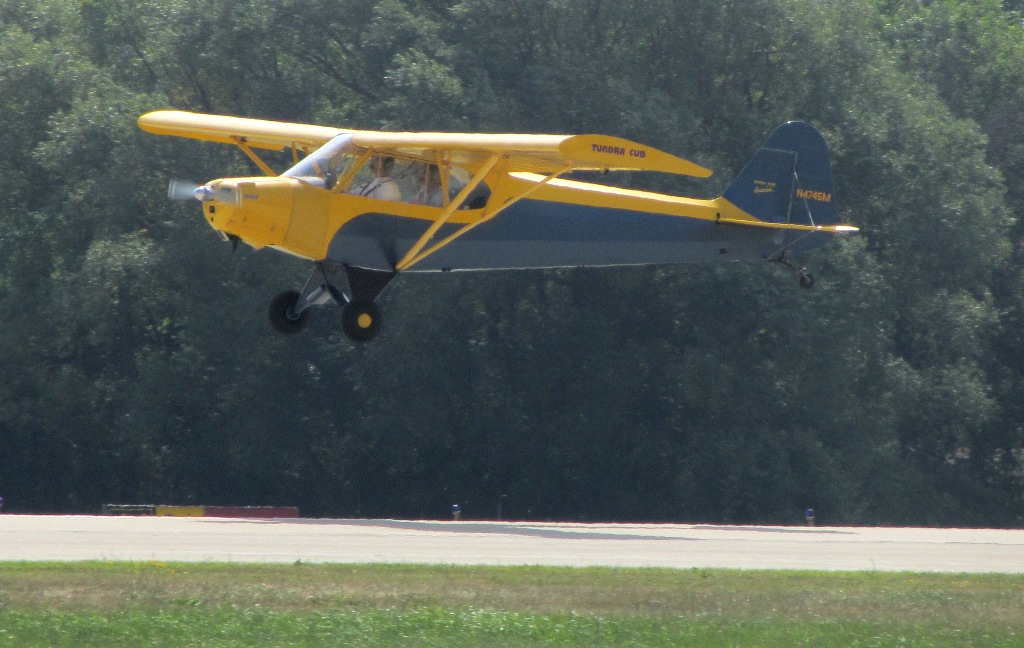
PA-11 bei der Landung

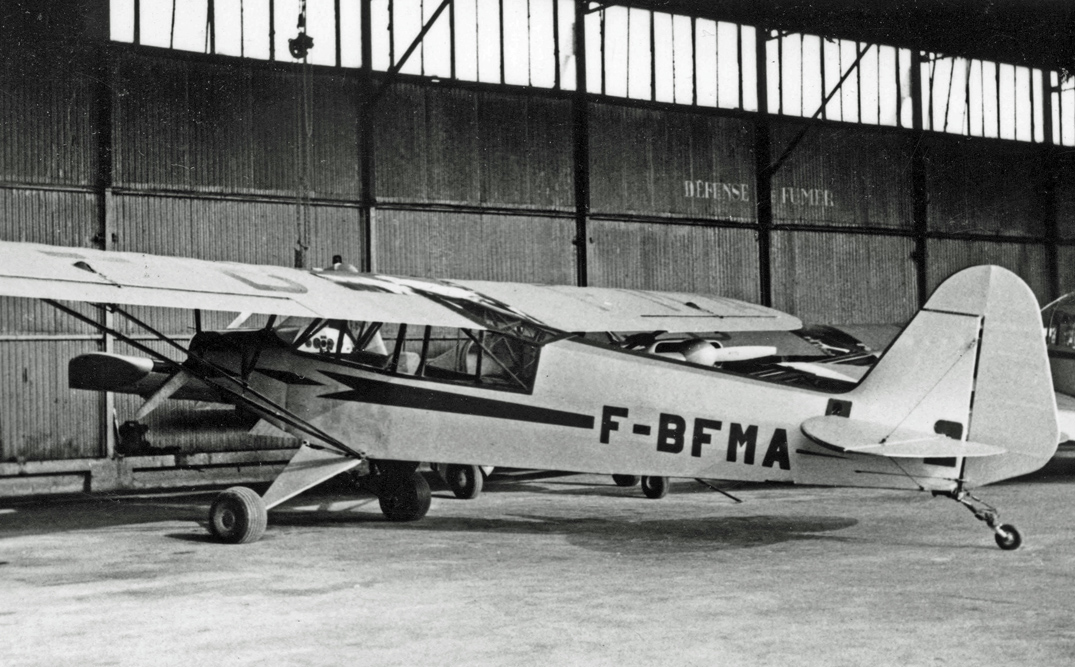
PA-11 Cub Special auf dem Flugplatz Chelles in der Nähe von Paris im Juni 1967

Die Piper PA-11 ist ein zweisitziger Schulterdecker mit Tandemsitzen. Das Flugwerk wurde fast unverändert von der J-3 übernommen, wobei die Position des Triebwerks leicht abgesenkt und die Frontscheibe etwas flacher angelegt wurde. Die Cowling ist wie bei der Piper J-5 vollständig geschlossen. Der Treibstofftank wurde in die linke Tragflächenwurzel verlegt. Beide Sitze wurden etwas nach hinten versetzt. Frühe PA-11 wurden von einem Continental A65-8 angetrieben. Später war optional ein Continental C90-8 als Triebwerk verfügbar.
Die Lackierung der ersten PA-11 bestand aus einem Metallicblau für die untere Rumpfhälfte und dem „Lock Haven Yellow“ für die restlichen Oberflächen. Spätere Exemplare wurden komplett gelb mit einem braunen Zierstreifen lackiert.
Mit einem Gesamtgewicht von 1.220 lb (553 kg) und einem durchschnittlichen Leergewicht von 750 lb (340 kg) ist die PA-11 zum einen leicht genug für eine gute Leistungsfähigkeit und zum anderen schwer genug, um auch bei stärkerem Wind einfacher fliegbar zu sein als die leichtere J-3. Die PA-11 ist für kurze Rollstrecken bei Start und Landung geeignet, verfügt aber dennoch über eine akzeptable Reisegeschwindigkeit.

## Versionen
Piper PA-11 Cub Specialzweisitziges Kleinflugzeug, angetrieben von einem Continental A65-8 mit 65 PS (48 kW)
L-18Bmilitärische Version, angetrieben von einem Continental C90-8F mit 95 PS (70 kW), 105 Exemplare für das türkische Militär gebaut

## Modifikationen

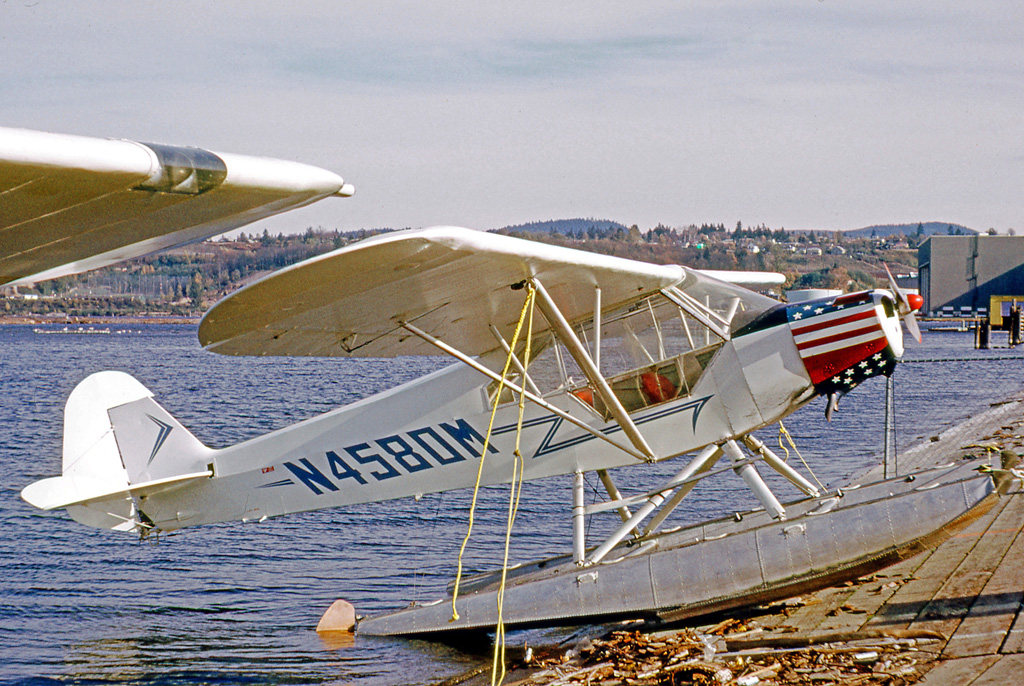
PA-11S mit Schwimmern in Renton, 1973

Die PA-11 war eines der ersten Flugzeuge, das für Versuche mit einem Bugradfahrwerk verwendet wurde. Obwohl die ursprüngliche Konstruktion auf einem Spornradfahrwerk beruhte, wurde ein Umbausatz für ein Bugradfahrwerk entwickelt.
Das Bugrad ist dabei über V-förmige Stahlrohre mit den hinteren Motorbefestigungen verbunden. Steuerkabel verlaufen direkt von Befestigungspunkten an den Ruderpedalen unter dem Rumpf zum Standrohr des Bugrads, wodurch das Flugzeug am Boden mit den Ruderpedalen gesteuert werden kann. Der Stoßdämpfer besteht aus sechs umlaufenden Gummibändern zwischen dem Tauch- und dem Standrohr. Für eine korrekte Balance wurde das Hauptfahrwerk um einhundertachtzig Grad gedreht, wodurch sich der Schwerpunkt weiter nach vorne verlagerte. Für zusätzliche Stabilität sitzt der Pilot im vorderen Sitz. Die meisten heute noch betriebenen PA-11 sind jedoch mit einem Spornradfahrwerk ausgerüstet.
Einige PA-11 wurden mit Schwimmern ausgerüstet.
Des Weiteren bildet die PA-11 die Basis der Piper PA-18.

## Betreiber
Israel
- Israelische Luftstreitkräfte

 Türkei
- Türkische Luftstreitkräfte

## Zwischenfälle
- Am 28. Juli 1984 ging der Pilot der PA-11 mit dem Kennzeichen N80AH nach einem Tiefflugmanöver in einer Höhe von circa 300 Fuß AGL nahe Willows in Kalifornien in einen zu steilen Steigflug über. Dabei kam es aufgrund zu niedriger Fluggeschwindigkeit zu einem Strömungsabriss. Daraufhin kippte die Maschine nach vorne und stürzte fast senkrecht zu Boden. Der 31-jährige Pilot und sein Passagier starben bei dem Absturz.[5]
- Am 27. April 1987 stürzte die PA-11 mit dem Kennzeichen N5093H während eines Tiefflugmanövers in einen Fischteich in der Nähe von Hollandale in Mississippi. Der 30-jährige Pilot wurde getötet und sein Passagier schwer verletzt. Bei der Obduktion des Piloten wurde ein Alkoholgehalt von 0,8 Promille sowie Marihuana im Blut festgestellt.[6]
- Am 28. November 1987 befand sich der Besitzer der PA-11 mit dem Kennzeichen N4767H zusammen mit einem Fluglehrer auf einem zweijährlichen Checkflug. Im Laufe des Fluges flogen die beiden zu einer Sandpiste in der Nähe von San Marcos in Kalifornien. Beim Landeanflug traf das Flugzeug einen Felsen, stürzte ab und blieb am nordöstlichen Ende der Landebahn liegen. Der 43-jährige Pilot und sein Fluglehrer wurden bei dem Unfall getötet und das Flugzeug vollständig zerstört.[7]
- Am 30. Dezember 1997 stürzte die PA-11 mit dem Kennzeichen N5532H aus ungeklärter Ursache in der Nähe von White Hills in Arizona ab. Der 54-jährige Pilot wurde bei dem Absturz getötet.[8]
- Am 8. Mai 1999 startete die PA-11 mit dem Kennzeichen N4582M in Lander in Wyoming. Auf dem Weg zur Kojotenjagd stürzte die Maschine in der Nähe einer Überlandleitung über offenem Ranchland ab. Die Maschine wurde dabei zerstört und beide Insassen getötet. Die Überlandleitung zeigte keine Anzeichen für eine Berührung durch das Flugzeug. Das NTSB vermutet, dass der Pilot aufgrund von Unaufmerksamkeit mit einem plötzlichen Manöver versuchte, der Überlandleitung auszuweichen. Dabei verlor er vermutlich die Kontrolle über das Flugzeug.[9]
- Am 16. Juni 2019 startete die PA-11 mit dem Kennzeichen N209H vom Columbia Airport in Columbia, Kalifornien mit dem Ziel Modesto. In der Nähe von Copperpolis kollidierte das Flugzeug mit einer Überlandleitung nordöstlich des Lake Tulloch und stürzte daraufhin in den See. Der Pilot wurde tödlich verletzt.[10]

## Technische Daten
| Kenngröße             | PA-11-65            | PA-11-90            |
| --------------------- | ------------------- | ------------------- |
| Besatzung             | 1                   | 1                   |
| Passagiere            | 1                   | 1                   |
| Länge                 | 22,3 ft (6,8 m)     | 22,3 ft (6,8 m)     |
| Spannweite            | 35,2 ft (10,7 m)    | 35,2 ft (10,7 m)    |
| Höhe                  | 6,7 ft (2 m)        | 6,7 ft (2 m)        |
| Flügelfläche          | 178,5 ft² (16,6 m²) | 178,5 ft² (16,6 m²) |
| Flügelstreckung       | 6,9                 | 6,9                 |
| Nutzlast              | 490 lb (222 kg)     | 470 lb (213 kg)     |
| Leermasse             | 730 lb (331 kg)     | 750 lb (340 kg)     |
| max. Startmasse       | 1.220 lb (553 kg)   | 1.220 lb (553 kg)   |
| Reisegeschwindigkeit  | 76 kn (141 km/h)    | 87 kn (161 km/h)    |
| Höchstgeschwindigkeit | 87 kn (161 km/h)    | 97 kn (180 km/h)    |
| Dienstgipfelhöhe      | 16.000 ft (4.877 m) | 16.000 ft (4.877 m) |
| Reichweite            | 260 NM (482 km)     | 305 NM (565 km)     |
| Triebwerke            | Continental A65-8   | Continental C90-8   |